# 沢田利吉
沢田 利吉（澤田 利吉、さわだ りきち、1879年（明治12年）8月7日 - 1944年（昭和19年）2月14日）は、日本の実業家、政治家。憲政会・立憲民政党所属の衆議院議員。

## 経歴
北海道で沢田義右衛門の三男として生まれる。寿都郡黒松内村（現黒松内町）に在住し雑貨商を営む。日本空罐問屋商業組合理事長、南尻別電気社長、北海道日日新聞社長、日本空罐統制社長などを務めた。
政界では、黒松内村会議員、札幌市会議員、北海道会議員、同参事会員、地価調査委員、小作調停委員などを歴任。
1924年5月の第15回衆議院議員総選挙で北海道第12区から憲政会所属で出馬し当選。以後、第17回、第19回、第20回、第21回総選挙（翼賛政治体制協議会推薦）でも当選し、衆議院議員を通算五期務め、在任中に死去した。この間、平沼内閣・商工参与官、鉄道会議議員を務めた。